# Kileo (Mwanga)
Kileo ist ein Verwaltungsbezirk (Ward) des Distrikts Mwanga in der tansanischen Region Kilimandscharo.

## Geografie
Kileo liegt im Nordosten von Tansania etwa 30 Kilometer südöstlich der Regionshauptstadt Moshi an der Grenze zu Kenia. Das Gebiet ist großteils flach in einer Höhenlage von etwa 700 Metern. Nur im Südosten steigt das Land zum Pare-Gebirge auf 1500 Meter an. Das wichtigste Gewässer ist der Ruvu, der in einem Sumpfgebiet des Jipe-Sees entspringt.
Der Bezirk grenzt im Norden an Makuyuni, im Nordosten an Kenia, im Südosten an Kivisini, im Süden an Mwanga, im Südwesten an Lang'ata und im Westen an Kahe und Kahe Mashariki. Bei der Volkszählung 2022 lebten 17.784 Menschen in 4811 Haushalten auf einer Fläche von 117 Quadratkilometern.

## Gliederung
Der Bezirk besteht aus vier Gemeinden (Mtaa) mit 17 Orten (Kitongoji):
| Kileo - Kwa Mlaki A - Kwa Mlaki B - Mnoa - Barabarani - Kileo Kati | Kivulini - Kivulini A - Kivulini B - Misri - Mbaleni | Kifaru - Majengo - Tingatinga - Madukani - Kivukoni | Kituri - Mikocheni A - Mikocheni B - Mikocheni C - Kalimani |

## Wirtschaft und Infrastruktur
- Landwirtschaft: Da es im Bezirk nur geringe Niederschläge gibt, können Mais, Reis und Hülsenfrüchte nur angebaut werden, wo es Bewässerungsanlagen gibt.[8]
- Bildung: Von den drei weiterführenden Schulen[9] ist die St. Joseph Boys' Science Secondary School eine von der katholischen Kirche geleitete Knabenschule.[10] Die Kileo Secondary School[11] und die Kifaru Secondary School[12] sind staatliche Schulen für Mädchen und Burschen.
- Gesundheit: Im Bezirk gibt es drei staatliche Apotheken, je eine in den Gemeinden Kileo,[13] Kifaru[14] und Kituri.[15]
- Straße: Durch den Bezirk verläuft die asphaltierte Nationalstraße T2, die Moshi im Norden mit Tanga im Süden verbindet.[16]
- Eisenbahn: Die Bezirksgrenze im Südwesten entlang verläuft die Usambarabahn.[17]